# Project Sign
Project Sign a fost un studiu oficial al guvernului american privind obiectele zburătoare neidentificate (OZN-uri) întreprins de către Forțele Aeriene Americane, fiind activ în perioada 1947–1949.
Raportul final al proiectului, publicat la începutul anului 1949, a declarat că în timp ce unele OZN-uri par să reprezinte aeronave reale nu au existat suficiente date pentru a determina originea lor. Cu toate acestea, înainte de acest raport final, oficiali din partea proiectului au susținut că OZN-urile au fost probabil de origine extraterestră și, de cele mai multe ori, personalul proiectului a fost în favoarea ipotezei extraterestre, din această cauză proiectul a fost dizolvat și înlocuit cu proiectul Grudge.
Proiectul Sign a fost prezentat pentru prima oară publicului larg în 1956 prin intermediul cărții The Report on Unidentified Flying Objects scrisă de fostul căpitan al Forțelor Aeriene Edward J. Ruppelt. Dosarele complete ale proiectului Sign au fost declasificate în 1961.

## Concluzii
- Fenomenul raportat este ceva real și nu fictiv sau produsul unei viziuni.
- Există obiecte având probabil aproximativ forma unui disc, având o dimensiune apreciabilă care pare a fi la fel de mare ca un avion construit de om.
- Există posibilitatea ca unele incidente pot fi cauzate de fenomene naturale, cum ar fi meteoriți.
- Caracteristicile de funcționare semnalate, cum ar fi ratele extreme de ascensiune, manevrabilitate și acțiunile acestora care trebuiesc considerate evazive atunci când sunt observate sau contactate de aeronave prietenoase și de radar, ne dau credința în posibilitatea ca unele dintre aceste obiecte să fie controlate manual, automat sau de la distanță.
- Este posibil conform cunoștințelor științifice actuale ... să se construiască un astfel de avion pilotat care are descrierea generală ...
- Orice dezvoltare în această țară de-a lungul liniilor indicate [mai sus] ar fi extrem de scumpă ...
- O atenție deosebită trebuie să fie acordată următoarelor aspecte:

- - Posibilitatea ca aceste obiecte să fie de origine națională - un produs al unor proiecte de înaltă securitate la care nu au acces  AC/AS-2 sau comandanții acestora.
  - Lipsa dovezilor fizice privind existența unor accidente sau al unor exponate recuperate - care ar dovedi în mod incontestabil existența acestor obiecte.
  - Posibilitatea ca unele națiuni străine să fi dezvoltat o formă de propulsie, inclusiv nucleară, care este în afara cunoștințele noastre interne.

Deși studiul a fost realizat de către Air Force, informațiile și concluziile au fost puse la dispoziția tuturor serviciilor militare și agențiile științifice care au avut acorduri oficiale cu Guvernul Statelor Unite ale Americii.